# Mystic Manor
Mystic Manor (Traditioneel Chinees: 迷離大宅) is een trackless darkride in het attractiepark Hong Kong Disneyland in het themagebied Mystic Point. De attractie is uniek en in geen enkel ander Disney-park te vinden en wordt als de vervanger van de attractie The Haunted Mansion gezien. Deze darkride is immers niet in Hong Kong Disneyland te vinden. Het grote verschil is dat Mystic Manor gericht is op Chinese mythologie. In de attractie zijn echter diverse verwijzingen (Easter eggs) te vinden naar diverse Disney-attracties te vinden zoals The Haunted Mansion en Walt Disney's Enchanted Tiki Room.

## Achtergrond

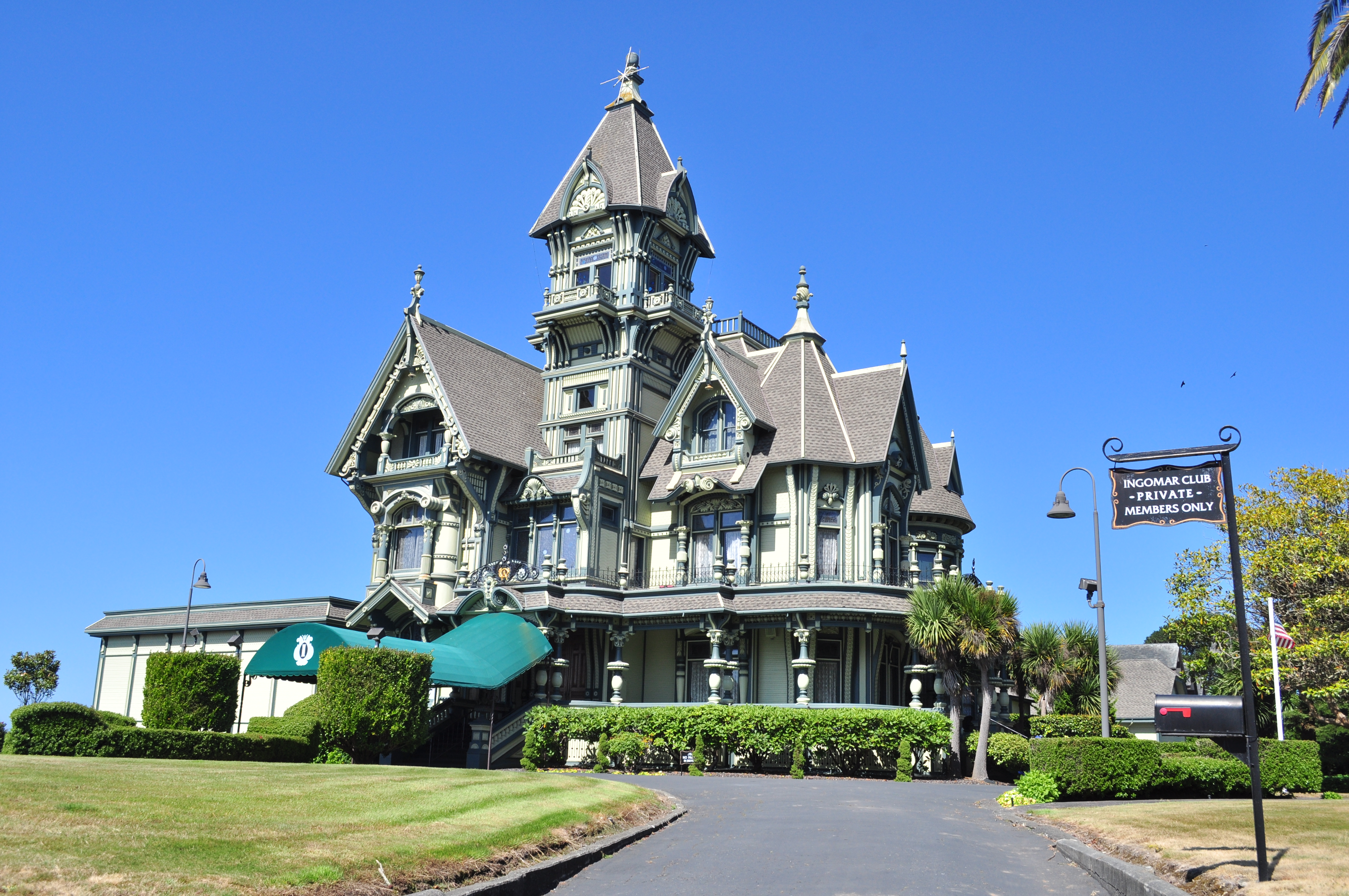
Carson Mansion

De architectuur van de attractie is gebaseerd op het voormalige Bradbury Mansion dat zich aan de North Hill Street 147 in Los Angeles bevond. Dit bouwwerk was ontworpen door Samuel Newsom en Joseph Cather Newsom. Een soortgelijk bouwwerk van beide architecten is Carson Mansion in Eureka en bestaat nog steeds.
Het verhaal achter de borduurt voort op het Society of Explorers and Adventurers-thema in Tokyo DisneySea. In de attractie wordt het verhaal verteld van ontdekker en kunstverzamelaar Lord Henry Mystic en zijn aapje Albert. Onlangs heeft hij een betoverde speeldoos verkregen. In de eerste scène van de attractie is te zien dat Albert, uitgevoerd als animatronic, uit nieuwsgierigheid de speeldoos opent, komen alle kunstvoorwerpen in het huis tot leven. Hierna leggen de bezoekers in hun voertuigen een rit door de woning af. Vrijwel alle voorwerpen in de decors vertonen beweging of lijken te bewegen door gezichtsbedrog. Er wordt gedurende de rit intensief gebruik gemaakt van diverse speciale effecten. De rit eindigt in een ruimte die vrijwel identiek is aan de eerste scène waarin te zien is dat de speeldoos gesloten wordt.

## Ritverloop
De wachtruimte is rijkelijk gedecoreerd. Zo bevinden zich er diverse portretschilderijen en een maquette van de darkride. De muren zijn bedekte met hout en de bouwconstructie van het plafond is een gewelf. Vervolgens komt men uit in een statige hal die eindigt in een twaalfhoekige ruimte. Deze ruimte fungeert als voorshow. Hier wordt het achtergrondverhaal van de attractie verteld, waarbij gebruikgemaakt wordt van de animatronic van een aap genaamd Albert Dit personage speelt de hoofdrol in de gehele darkride. Na de voorshow lopen bezoekers via een gangenstelsel naar het station. De gangen zijn gemaakt van bakstenen en het plafond heeft hier ook een gewelfconstructie. Vanuit het station vertrekken tegelijk meerdere voertuigen die de gehele rit in een groep bij elkaar blijven.
De rit start in de catalogiseerkamer. Hier is een animatronic van kunstverzamelaar Lord Henry te zien die tegen aap Albert zegt dat de muziekbox niet geopend mag worden. Albert doet dit toch, waarna diverse voorwerpen tot leven komen. Hierna rijden de voertuigen de muziekkamer is. Alle muziekinstrumenten, waaronder een harp en piano, bewegen en maken muziek. Ook zijn schilderijen te zien van een Colosseum en een dorp met op de achtergrond een vulkaan. Op het schilderij is te zien dat de vulkaan uitbarst. Ook staat er een mengvat in Oud-Griekse stijl. Op het vat is een figuur te zien die met een leeuw vecht. Terwijl het voertuig richting het Solarium rijdt, komen bezoekers langs een mozaïekwand met daarop de figuur van een vrouw. Als het voertuig langs rijdt veranderd de figuur in Medusa. 
In het Solarium zijn drie vleesetende planten en de aap Albert te zien. Een van de planten valt het voertuig aan. Hierna volgt de Slavisch-Noorse kamer. In deze kamer hangt een schilderij van een figuur met een boom. Er verschijnt een gezicht dat de bloesem uit de bomen blaast. Hierna bevriest de gehele kamer. Direct hierna openen de deuren naar de Wapenkamer. Hier staat divers middeleeuws wapentuig opgesteld zoals kanonnen. In een van de kanonnen bevindt zich Albert. Verder bevinden zich in de wapenkamer diverse harnassen, waarvan de helmen naast het harnas hangen. De helmen zingen een lied en doen denken aan de zingende bustes in The Haunted Mansion. In de wapenkamer zijn er een aantal wapens die zich zelfstandig op de bezoekers richten.
Na de wapenkamer rijden de voertuigen de ruimte met Egyptische oudheden in. Hier is te zien dat een sarcofaag opgegeten wordt door torren. Direct hierna komt men uit in de zaal met Tribale kunst. Diverse figuren van hout schieten met blaaspijpen en pijl en boog op Albert die vast zit aan de muur met pijlen. In de een na laatste scène staat in het midden van een vierkant zaal een standbeeld van Sun Wukong. Met magie tovert hij de vrijgekomen vloek terug de muziekdoos in. Op de muren zijn diverse dieren te zien zoals pandaberen. De laatste scène is identiek aan de eerste, de catalogiseerkamer. De muziekdoos is zojuist gesloten en Lord Henry komt tevoorschijn die aan Albert vraagt of hij niet stiekem aan de muziekdoos gezeten heeft. Vervolgens rijden de voertuigen het station in.

## Afbeeldingen

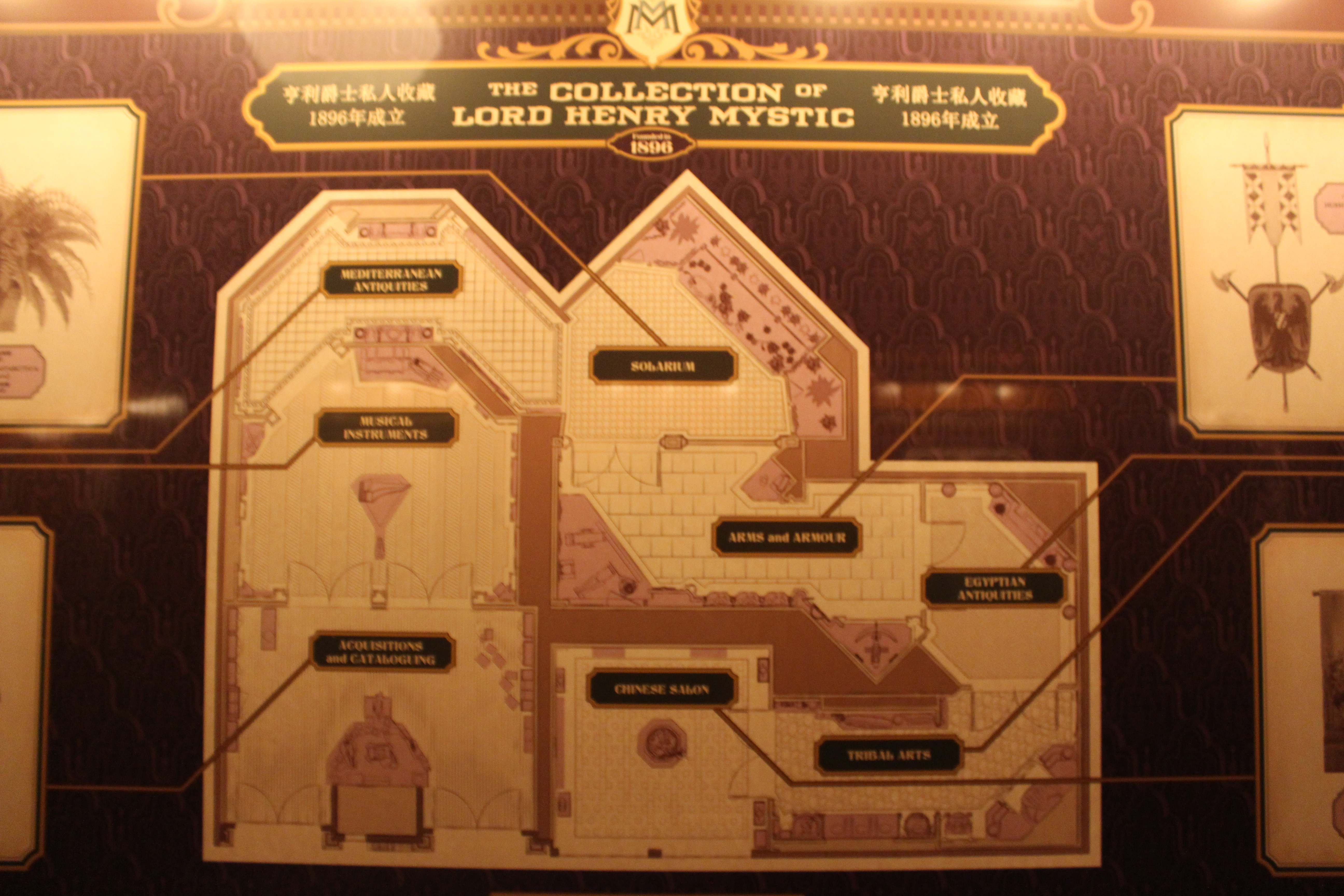
Plattegrond van de attractie
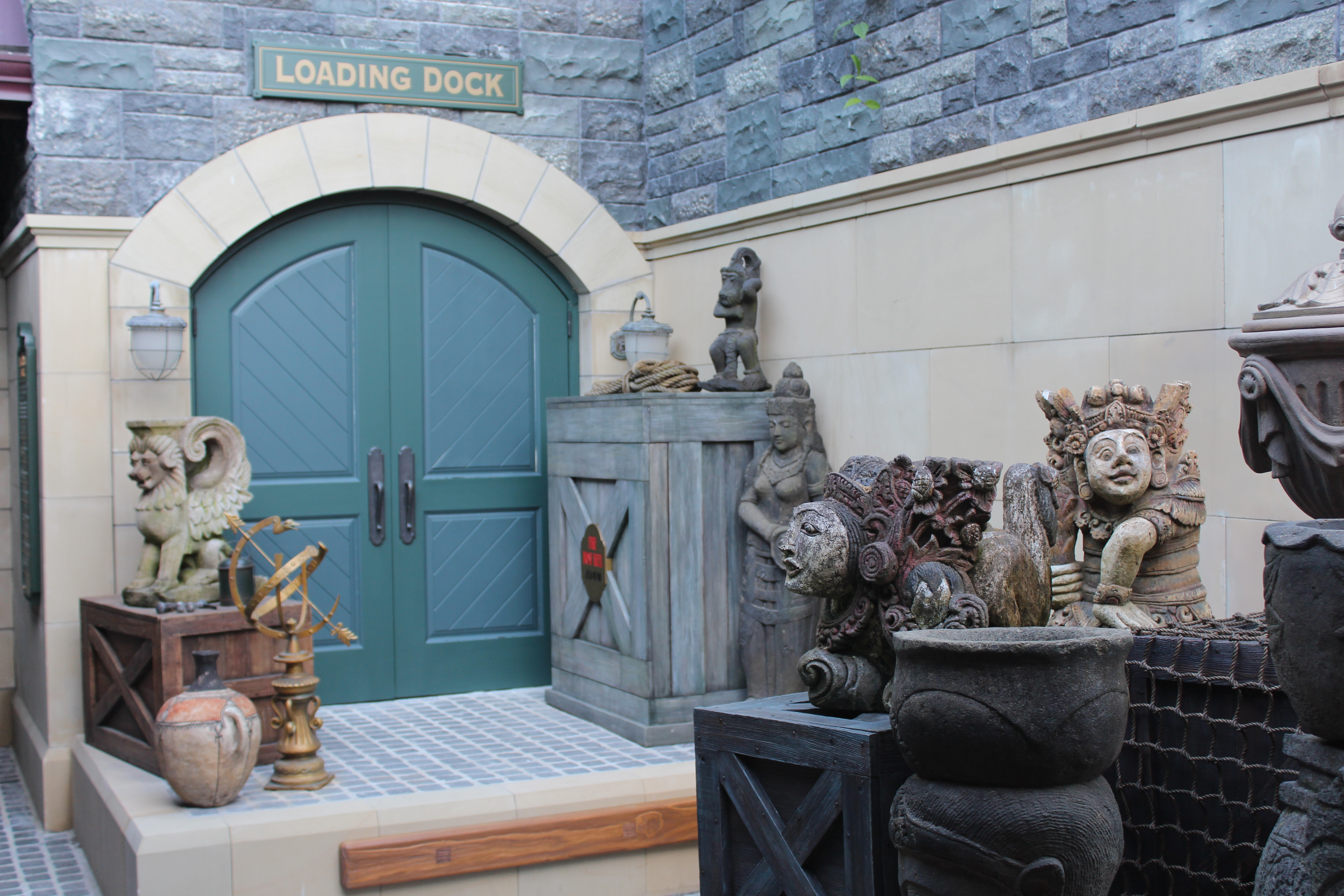
Decoratie in de wachtrij
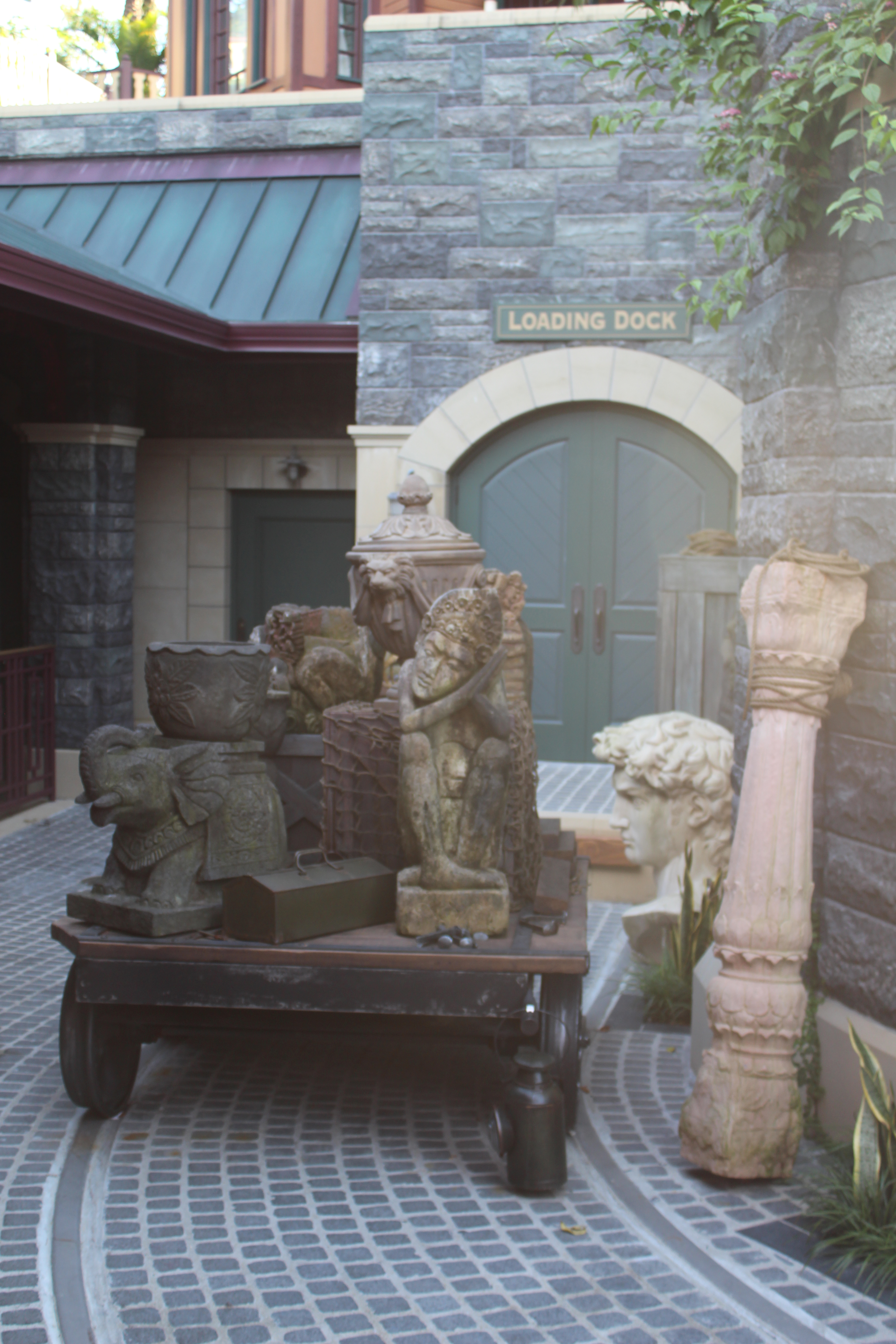
Decoratie in de wachtrij
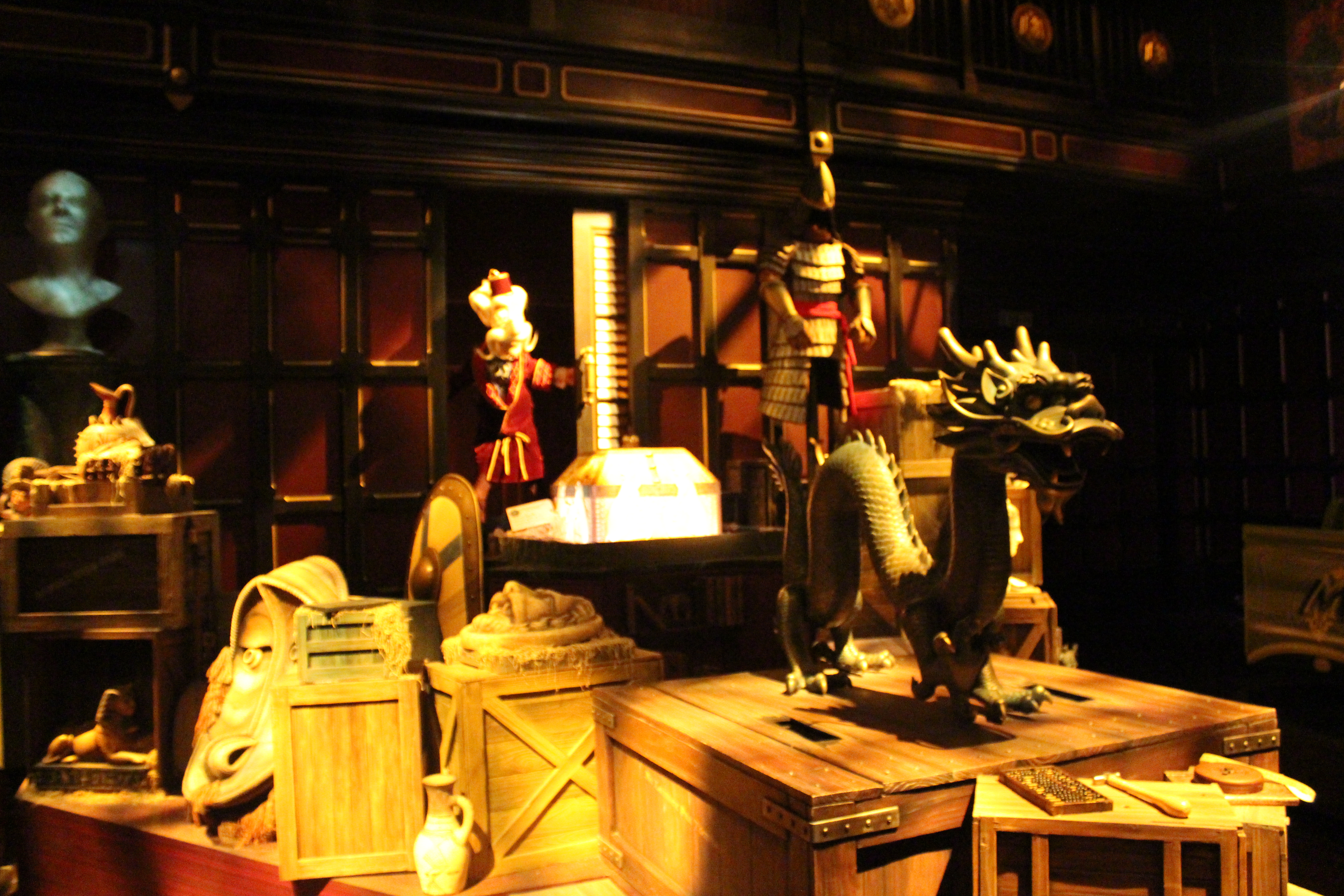
Scène van de rit

Hong Kong Disneyland Resort · Lijst van attracties in Hong Kong Disneyland · Sleeping Beauty Castle · afbeeldingen